# Cyamops pectinatus
Cyamops pectinatus är en tvåvingeart som beskrevs av Khoo 1985. Cyamops pectinatus ingår i släktet Cyamops och familjen savflugor. Inga underarter finns listade i Catalogue of Life.